# پلی‌اکسی‌متیلن
پلی‌اکسی‌متیلن (به انگلیسی: Polyoxymethylene) (اختصاری POM) با فرمول شیمیایی (CH۲O)n یک بسپار پلاستیکی است. شکل ظاهری این ترکیب، جامد بی رنگ است.
برخی از نام‌های تجاری این ماده شامل پلی استال، هوستافورم، دل‌رین، دراکون، سلکون و اولترافورم می‌شود. POM با ویژگی‌های حفظ خواص در شرایط حرارتی بالا برای مدت‌ها، مقاومت مکانیکی در برابر فشار‌های مستمر و استحکام در برابر شرایط آب و هوایی، یک گزینه ایده‌آل برای قطعات مهندسی حساس است.
وزن مخصوص پلی استال در حدود ۱.۴۱ تا ۱.۴۳ گرم بر سانتی‌متر می‌باشد و نقطه ذوب آن حدود ۱۶۵ تا ۱۷۵ درجه سانتی‌گراد است. اگر پلی‌اکسی‌متیلن به دمایی بیشتر از نقطه ذوب خود دست یابد، ممکن است تجزیه شود و گازهایی سمی منتشر کند.